# Tadeusz Mierzejewski
Tadeusz Mierzejewski (ur. 17 marca 1925 w Płocku, zm. 1 maja 2009 w Łodzi) – działacz kulturalny, współtwórca Teatru Nowego w Łodzi.

## Młodość
Podjął naukę w Płocku. Tam właśnie uczęszczał do technikum elektronicznego, gdzie zdobył tytuł technika. W październiku 1943 r. wywieziony na teren Litwy i Łotwy do obozu pracy w miejscowościach: Wiksznie i Możejki, pracował przy karczowaniu lasów. Sprzyjające warunki terenowe pozwoliły mu zbiec do organizującej się na tych terenach armii partyzanckiej, która miała za zadanie minowanie transportów kolejowych wroga oraz poddanych Służb Litewskich "Litauen Deutsche". Przejęty terenowo przez Armię Czerwoną wstąpił ochotniczo do jednostki specjalnej pod dowództwem pułkownika Władysława Krasnowskiego. Po zajęciu Lublina, 10 kwietnia 1943 r. wstąpił do Oficerskiej Szkoły Piechoty nr. 2 Lublin dowódca komp. Mieczysław Florkowski, III Komp. Moździerzy. 25 września 1945 r. przeniesiony do Łódzkiego Okręgowego Domu Żołnierza na stanowisko administratora jednostki pod dowództwem płk. Aleksandra Zabłudowskiego. Dnia 27 lutego 1947 przeniesiony do 36 Pułku Łużyckiego w Łowiczu, skąd wysłany jako dowódca plutonu na teren dzisiejszej Ukrainy, w celu zwalczania oddziałów UPA i utrwalania Władzy Ludowej. Dnia 16 sierpnia 1947 zdemobilizowany.

## Przebieg pracy
Po ukończeniu służby wojskowej wrócił do Łodzi, gdzie od 1952 roku objął stanowisko kierownicze w Teatrze Nowym w Łodzi pod dyrekcją Kazimierza Dejmka. W 1956 roku został powołany na stanowisko kierownicze Centralnych Warsztatów Teatralnych – połączonych Teatrów Dramatycznych i Opery Łódzkiej. W okresie od 1956 r. do 1977 r. zajmował stanowisko Kierownika Technicznego Teatru Ziemi Łódzkiej. W 1978 roku został przeniesiony na stanowisko Kierownika Technicznego Państwowego Teatru Lalek "Pinokio", gdzie pracował do emerytury w 1985 roku.

## Nagrody i odznaczenia
- 1955 – Medal 10-lecia Polski Ludowej
- 1967 – Honorowa Odznaka Woj. Łódzkiego
- 1969 – Honorowa Odznaka Woj. Łódzkiego
- 1971 – Srebrny Krzyż Zasługi
- 1971 – Odznaka Działacza Związku Kultury i Sztuki
- 1983 – Odznaka Zasłużonego Działacza Kultury
- 1985 – Złoty Krzyż Zasługi
- 1987 – Honorowa Odznaka Miasta Łodzi
- 1999 – Medalion 50-lecia Teatru Nowego w Łodzi